# Eleutherolaimus duplicatus
Eleutherolaimus duplicatus är en rundmaskart som beskrevs av Stekhoven 1950. Eleutherolaimus duplicatus ingår i släktet Eleutherolaimus och familjen Linhomoeidae. Inga underarter finns listade i Catalogue of Life.